# Ahmed Awad
Ahmed Awad Abu Al-Jair –en árabe, أحمد عوض أبو الخير– (nacido el 1 de enero de 1987) es un deportista egipcio que compitió en judo. Ganó una medalla en los Juegos Panafricanos de 2011, y tres medallas en el Campeonato Africano de Judo entre los años 2011 y 2013.

## Palmarés internacional
| Juegos Panafricanos | Juegos Panafricanos | Juegos Panafricanos | Juegos Panafricanos |
| Año                 | Lugar               | Medalla             | Categoría           |
| ------------------- | ------------------- | ------------------- | ------------------- |
| 2011                | Maputo (Mozambique) | Medalla de oro      | –66 kg              |
| Campeonato Africano |                     |                     |                     |
| Año                 | Lugar               | Medalla             | Categoría           |
| 2011                | Dakar (Senegal)     | Medalla de oro      | –66 kg              |
| 2012                | Agadir (Marruecos)  | Medalla de bronce   | –66 kg              |
| 2013                | Maputo (Mozambique) | Medalla de bronce   | –66 kg              |